# Mathias Bitsch
Mathias Norup Bitsch (* 25. Januar 1996 in Struer) ist ein dänischer Handballspieler. Der 1,92 m große rechte Rückraumspieler spielt beim dänischen Erstligisten Skanderborg Aarhus Håndbold.

## Karriere

### Verein
Mathias Bitsch lernte das Handballspielen in seiner Heimatstadt Struer bei Resen KFUM. Mit 13 Jahren wechselte der Linkshänder in die Nachwuchsabteilung des Team Tvis Holstebro. Ab 2014 kam Bitsch auch zu Einsätzen in der Männermannschaft, so in der ersten dänischen Liga, der Håndboldligaen, und im EHF-Pokal 2014/15 und 2015/16. Um mehr Spielzeit zu bekommen, schloss er sich 2016 dem dänischen Zweitligisten Skive fH an. In der Saison 2017/18 war er mit 155 Toren drittbester Torschütze der Liga. Daraufhin verpflichtete ihn der dänische Erstligist Skanderborg Aarhus Håndbold.
Zur Saison 2022/23 unterschrieb Bitsch einen Zweijahresvertrag beim deutschen Bundesligisten GWD Minden. Mit Minden trat er 2023 den Gang in die Zweitklassigkeit an. Im Februar 2024 verließ er vorzeitig den Verein und kehrte zum dänischen Erstligisten Skanderborg Aarhus Håndbold zurück.

### Nationalmannschaft
Für die dänische Juniorennationalmannschaft erzielte Bitsch 50 Tore in 23 Spielen. Bei der U-21-Weltmeisterschaft 2017 gewann er mit der Auswahl die Silbermedaille.